# Lijst van programma's van Nickelodeon uitgezonden in Nederland
Hieronder volgen de programma's die uitgezonden worden of werden door de zender Nickelodeon in Nederland.

## Lijst van programma's die worden uitgezonden op Nickelodeon
| De lijst van Nickelodeonprogramma's die nu op televisie worden uitgezonden. | De lijst van Nickelodeonprogramma's die nu op televisie worden uitgezonden. | De lijst van Nickelodeonprogramma's die nu op televisie worden uitgezonden. | De lijst van Nickelodeonprogramma's die nu op televisie worden uitgezonden. | De lijst van Nickelodeonprogramma's die nu op televisie worden uitgezonden. | De lijst van Nickelodeonprogramma's die nu op televisie worden uitgezonden. |
| Programma                                                                   | Aantal afl.                                                                 | Start                                                                       | Einde                                                                       | Commentaar                                                                  |                                                                             |
| --------------------------------------------------------------------------- | --------------------------------------------------------------------------- | --------------------------------------------------------------------------- | --------------------------------------------------------------------------- | --------------------------------------------------------------------------- | --------------------------------------------------------------------------- |
| Bella en de Bulldogs                                                        | 40                                                                          | VS: 17 januari 2015 NL: 26 april 2015                                       | VS: juni 2016 NL: november 2016                                             |                                                                             |                                                                             |
| Big Time Rush                                                               | 74                                                                          | VS: 28 november 2009 NL: 29 mei 2010                                        | VS: 25 juli 2013 NL: 15 november 2013                                       |                                                                             |                                                                             |
| Bijna Blote Beesten                                                         | 52                                                                          | CA: 7 januari 2011 NL: 26 mei 2014                                          | CA: 22 mei 2013 NL: heden                                                   |                                                                             |                                                                             |
| Broodschappers                                                              |                                                                             | VS: februari 2014 NL: 29 september 2014                                     | VS: heden NL: heden                                                         |                                                                             |                                                                             |
| Chica Vampiro                                                               | 120                                                                         | NL: 1 september 2014                                                        | NL: 2016                                                                    |                                                                             |                                                                             |
| De Hathaways: Een geestige familie                                          | 48                                                                          | VS: 13 juli 2013 NL: 1 december 2013                                        | VS: 5. maart 2015 NL: oktober 2015                                          |                                                                             |                                                                             |
| De Thundermans                                                              | 103                                                                         | VS: 14 oktober 2013 NL: 30 maart 2014                                       | VS: heden NL: heden                                                         |                                                                             |                                                                             |
| De pinguïns van Madagascar                                                  | 52                                                                          | VS: 08 november 2008 NL: 5 april 2009                                       | VS: 19 december 2015 NL: 2016                                               |                                                                             |                                                                             |
| Drake & Josh                                                                | 63                                                                          | VS: 11 januari 2004                                                         | VS: 5 december 2008                                                         |                                                                             |                                                                             |
| Erecode                                                                     | 12                                                                          | NL: 6 juni 2015                                                             | TBA                                                                         |                                                                             |                                                                             |
| Fairly Odd Parents                                                          | 126                                                                         | VS: 30 maart 2001                                                           | VS: 26 juli 2017 NL: heden                                                  |                                                                             |                                                                             |
| Fanboy en Chum Chum                                                         | 26                                                                          | VS: 6 november 2009 NL: 5 april 2010                                        | VS: 2 november 2012 NL: heden                                               |                                                                             |                                                                             |
| Game Shakers                                                                | 64                                                                          | VS: 12 september 2015 NL: 10 januari 2016                                   | VS: Heden NL: 2018                                                          |                                                                             |                                                                             |
| Geronimo Stilton                                                            | 26                                                                          | IT: 15 september 2009 NL: 21 september 2009                                 | IT: heden NL: heden                                                         |                                                                             |                                                                             |
| H2O: Just Add Water                                                         | 78                                                                          | AUS: 7 juli 2006 NL: 10 juni 2013                                           | AUS: 16 april 2010 NL: 2014                                                 |                                                                             |                                                                             |
| Harvey Beaks                                                                |                                                                             | VS: 28 maart 2015 NL: juli 2015                                             | VS: heden NL: heden                                                         |                                                                             |                                                                             |
| Henry Danger                                                                | 88                                                                          | VS: 26 juli 2014 NL: 15 november 2014                                       | VS: heden NL: heden                                                         |                                                                             |                                                                             |
| Hotel 13                                                                    | 176                                                                         | NL: 3 september 2012                                                        | NL: 25 april 2014                                                           |                                                                             |                                                                             |
| How to Rock                                                                 | 26                                                                          | VS: 4 februari 2012 NL: 14 juli 2014                                        | VS: 8 december 2012 NL: heden                                               |                                                                             |                                                                             |
| iCarly                                                                      | 109                                                                         | VS: 8 september 2007 NL: 17 mei 2008                                        | VS: 23 november 2012 NL: 13 april 2013                                      |                                                                             |                                                                             |
| Ik Ben Frankie                                                              | 40                                                                          | VS: 11 september 2017 NL: 19 februari 2018                                  | VS: heden NL: 2022                                                          | Dagelijks uitgezonden                                                       |                                                                             |
| Kung Fu Panda: De Serie                                                     | 26                                                                          | VS: 7 november 2011 NL: 20 november 2011                                    | VS: heden NL: heden                                                         |                                                                             |                                                                             |
| Life with Boys                                                              | 23                                                                          | CA: 9 september 2011 NL: 13 februari 2012                                   | CA: 2 november 2013 NL: heden                                               |                                                                             |                                                                             |
| Marvin Marvin                                                               | 19                                                                          | VS: 24 november 2012 NL: 24 maart 2013                                      | VS: 27 april 2013 NL: 20 september 2013                                     |                                                                             |                                                                             |
| Max & Shred                                                                 | 24                                                                          | VS: 6 oktober 2014 NL: 1 februari 2015                                      | VS: heden NL: heden                                                         |                                                                             |                                                                             |
| Mia & Me                                                                    | -                                                                           | NL: 9 april 2012                                                            | NL: heden                                                                   |                                                                             |                                                                             |
| Nick Battle                                                                 | 72 (S1) 36 (S2) (Na 22/06/14)                                               | NL: 11 september 2011                                                       | NL: juni 2014                                                               |                                                                             |                                                                             |
| Ned's SurvivalGids                                                          | 55                                                                          | VS: 12 september 2004 NL: 1 september 2007                                  | VS: 08 juni 2007 NL: 2010                                                   |                                                                             |                                                                             |
| Nick in de Box                                                              | 2 (uitgezonden)                                                             | NL: 28 september 2014                                                       | NL: heden                                                                   |                                                                             |                                                                             |
| Nicky, Ricky, Dicky & Dawn                                                  | 70                                                                          | VS: 13 september 2014 NL: 30 november 2014                                  | VS: heden NL: 2019                                                          |                                                                             |                                                                             |
| Power Rangers: Megaforce                                                    | 22                                                                          | VS : 2 februari 2013 NL: 19 oktober 2013                                    | VS: heden NL: heden                                                         |                                                                             |                                                                             |
| Rabbids: Invasion                                                           | 52                                                                          | VS: 3 augustus 2013 NL: 30 december 2013                                    | VS: heden NL: heden                                                         |                                                                             |                                                                             |
| Rocket Monkeys                                                              | 27                                                                          | CA: 10 januari 2013 NL: 17 juni 2013                                        | CA: heden NL: heden                                                         |                                                                             |                                                                             |
| Sam & Cat                                                                   | 35                                                                          | VS: 8 juni 2013 NL: 28 september 2013                                       | VS: 17 juli 2014 NL: 2022                                                   |                                                                             |                                                                             |
| See Dad Run                                                                 | 41                                                                          | VS: 6 oktober 2012 NL: 26 mei 2014                                          | VS: heden NL: heden                                                         |                                                                             |                                                                             |
| Sanjay en Craig                                                             | 20                                                                          | VS: 25 mei 2013 NL: 14 september 2013                                       | VS: heden NL: heden                                                         |                                                                             |                                                                             |
| School of Rock                                                              | 45                                                                          | VS: 12 maart 2016 NL: september 2016                                        | VS: heden NL: 2020                                                          |                                                                             |                                                                             |
| SpongeBob SquarePants                                                       | 182                                                                         | VS: 1 mei 1999 NL: 2003                                                     | VS: heden NL: heden                                                         |                                                                             |                                                                             |
| Teenage Mutant Ninja Turtles                                                | 26                                                                          | VS: 29 september 2012 NL: 4 november 2012                                   | VS: heden                                                                   |                                                                             |                                                                             |
| The Troop                                                                   | 40                                                                          | VS: 12 september 2009 NL: 13 december 2009                                  | VS: 6 augustus 2011 NL: heden                                               |                                                                             |                                                                             |
| Totally Spies                                                               | 156                                                                         | NL: Origineel Fox Kids 2001 NL: Disney XD 2010 NL: 8 april 2013             | NL: heden                                                                   |                                                                             |                                                                             |
| T.U.F.F. Puppy                                                              | 30                                                                          | VS: 2 oktober 2010 NL: 1 augustus 2011                                      | n.n.b.                                                                      |                                                                             |                                                                             |
| Verhekst!                                                                   | 60                                                                          | VS: 1 januari 2014 NL: 12 mei 2014                                          | VS: heden NL: heden                                                         |                                                                             |                                                                             |
| Victorious                                                                  | 60                                                                          | VS: 27 maart 2010 NL: 25 september 2010                                     | VS: 2 februari 2013 NL: heden                                               |                                                                             |                                                                             |
| Wingin' It                                                                  | 51                                                                          | CA: 3 april 2010 NL: 11 april 2011                                          | CA: 22 juni 2012 NL: heden                                                  |                                                                             |                                                                             |
| Winx Club                                                                   | 130                                                                         | VS: 28 januari 2004                                                         | VS: heden                                                                   |                                                                             |                                                                             |
| Zoey 101                                                                    | 57                                                                          | VS: 9 januari 2005                                                          | VS: 2 mei 2008                                                              |                                                                             |                                                                             |
| Joy & Bart                                                                  | 10                                                                          | NL: 3 juli 2016                                                             | NL: heden                                                                   |                                                                             |                                                                             |
| Yo-kai Watch                                                                | 13                                                                          | NL: 23 mei 2016                                                             | NL: heden                                                                   |                                                                             |                                                                             |

## Lijst van cartoons die werden uitgezonden op Nickelodeon
| De lijst van cartoons die op Nickelodeon werden uitgezonden. | De lijst van cartoons die op Nickelodeon werden uitgezonden. | De lijst van cartoons die op Nickelodeon werden uitgezonden. | De lijst van cartoons die op Nickelodeon werden uitgezonden. | De lijst van cartoons die op Nickelodeon werden uitgezonden. | De lijst van cartoons die op Nickelodeon werden uitgezonden. |
| Programma                                                    | Aantal afl.                                                  | Start                                                        | Einde                                                        | Commentaar                                                   |                                                              |
| ------------------------------------------------------------ | ------------------------------------------------------------ | ------------------------------------------------------------ | ------------------------------------------------------------ | ------------------------------------------------------------ | ------------------------------------------------------------ |
| 3-2-1 Penguins                                               | 26                                                           | VS: 14 november 2000                                         | VS: 13 november 2008                                         |                                                              |                                                              |
| All Grown Up!                                                | 55                                                           | VS: 12 april 2003                                            | VS: 30 november 2007                                         |                                                              |                                                              |
| Animaniacs                                                   | 99                                                           | VS: 13 september 1993                                        | VS: 14 november 1998                                         |                                                              |                                                              |
| As Told by Ginger                                            | 60                                                           | VS: 26 oktober 2000                                          | VS: 14 november 2006                                         |                                                              |                                                              |
| Argaï                                                        | 26                                                           | VS: 2000                                                     | VS: 2000                                                     |                                                              |                                                              |
| Avatar: De Legende van Aang                                  | 61                                                           | VS: 21 februari 2005 NL: 1 april 2006                        | VS: 19 juli 2008 NL: 23 november 2008                        |                                                              |                                                              |
| Bakugan                                                      | 52                                                           | JP: 5 april 2007 NL: 2012                                    | JP: 20 maart 2008 NL: 2013                                   |                                                              |                                                              |
| Barnyard                                                     | 40                                                           | VS: 29 september 2007 NL: 24 augustus 2008                   | VS: 12 november 2011                                         |                                                              |                                                              |
| Bolts & Blip                                                 | 26                                                           | VS: 13 juli 2013 NL: 28 juni 2013                            | VS: 8 maart 2014                                             |                                                              |                                                              |
| Bratz                                                        | 24                                                           | VS: 10 september 2005                                        | VS: 07 april 2007                                            |                                                              |                                                              |
| CatDog                                                       | 66                                                           | VS: 4 oktober 1998                                           | VS: 24 juli 2004                                             | Alleen nog te zien op NickToons.                             |                                                              |
| Catscratch                                                   | 20                                                           | VS: 9 juli 2005 NL: 6 maart 2006                             | VS: 10 februari 2007 NL: 31 maart 2006                       | Alleen nog te zien op NickToons.                             |                                                              |
| ChalkZone                                                    | 42                                                           | VS: 22 maart 2002                                            | VS: 22 juni 2005                                             | Alleen nog te zien op NickToons.                             |                                                              |
| Corneil & Bernie                                             | 26                                                           | VS: 21 februari 2004                                         | VS: 19 augustus 2006                                         |                                                              |                                                              |
| Cosmic Quantum Ray                                           | 26                                                           | VS: 10 oktober 2010                                          | VS: 9 december 2010                                          |                                                              |                                                              |
| Creepie                                                      | 52                                                           | VS: 9 september 2006                                         | VS: 27 juni 2008                                             |                                                              |                                                              |
| Danny Phantom                                                | 53                                                           | VS: 5 april 2003                                             | VS: 24 augustus 2007                                         | Alleen nog te zien op NickToons.                             |                                                              |
| De Boze Bevers                                               | 61                                                           | VS: 19 april 1997                                            | VS: 11 november 2001                                         | Alleen nog te zien op NickToons.                             |                                                              |
| De Legende van Korra                                         | 26                                                           | VS: 14 april 2012 NL: 26 augustus 2012                       | VS: heden NL: heden                                          |                                                              |                                                              |
| Delilah & Julius                                             | 52                                                           | VS: 2005                                                     | VS: 16 augustus 2008                                         |                                                              |                                                              |
| De Verbazingwekkende Adrenalini Broertjes                    | 10                                                           | VS: maart 2007                                               | VS: maart 2007                                               |                                                              |                                                              |
| Drakenjagers                                                 | 52                                                           | VS: 14 januari 2006                                          | VS: 2007                                                     |                                                              |                                                              |
| Edgar & Ellen                                                | 26                                                           | VS: 7 oktober 2007                                           | VS: 30 oktober 2008                                          |                                                              |                                                              |
| El Tigre                                                     | 26                                                           | VS: 3 maart 2007                                             | VS: 13 september 2008                                        | Alleen nog te zien op NickToons.                             |                                                              |
| Flatmania                                                    | 52                                                           | VS: 2004                                                     | VS: 2004                                                     |                                                              |                                                              |
| Frankensteins Kat                                            | 22                                                           | VS: 29 oktober 2007                                          | VS: n.v.t.                                                   |                                                              |                                                              |
| George of the Jungle                                         | 26                                                           | CA: 21 december 2007 NL: 2 september 2013                    | CA: heden NL: heden                                          |                                                              |                                                              |
| Girlstuff, Boystuff                                          | 25                                                           | VS: 1 juni 2003                                              | VS: 1 december 2004                                          |                                                              |                                                              |
| Gnoufs                                                       | n.v.t.                                                       | VS: n.v.t.                                                   | VS: n.v.t.                                                   |                                                              |                                                              |
| Groove High                                                  | 26                                                           | UK: 10 augustus 2012 NL: 7 oktober 2013                      | NL: heden                                                    |                                                              |                                                              |
| Grossology                                                   | 52                                                           | VS: 29 september 2006                                        | VS: 24 oktober 2009                                          |                                                              |                                                              |
| Hey Arnold!                                                  | 100                                                          | VS: 07 oktober 1996                                          | VS: 08 juni 2004                                             | Alleen nog te zien op NickToons.                             |                                                              |
| Huntik: Secrets & Seekers                                    | 26                                                           | IT: 3 januari 2009 NL: 2012                                  | n.n.b.                                                       |                                                              |                                                              |
| Invader Zim                                                  | 27                                                           | VS: S1: 30 maart 2001 VS: S2: 10 juni 2006                   | VS: S1: 10 december 2002 VS: S2: 19 augustus 2006            | Alleen nog te zien op NickToons tijdens de Kerstdagen.       |                                                              |
| Jimmy Neutron                                                | 64                                                           | VS: 20 juli 2002                                             | VS: 25 november 2006                                         | Alleen nog te zien op NickToons.                             |                                                              |
| Johnny Test                                                  | 39                                                           | VS: 17 september 2005                                        | VS: heden                                                    |                                                              |                                                              |
| KaBlam!                                                      | 47                                                           | VS: 1 oktober 1996                                           | VS: 30 december 2000                                         |                                                              |                                                              |
| Kappa Mikey                                                  | 52                                                           | VS: 25 februari 2006                                         | VS: 20 september 2008                                        |                                                              |                                                              |
| Kuifje                                                       | 39                                                           | FR: 1992                                                     | FR: 1992                                                     |                                                              |                                                              |
| League of Super Evil                                         | 25                                                           | CA: 7 maart 2009 NL: 07 september 2009                       | CA: 11 december 2010                                         |                                                              |                                                              |
| Logo Story                                                   | 260                                                          | UK: 5 april 2006 NL: 2 september 2007                        | NL: 26 augustus 2012                                         |                                                              |                                                              |
| Lola en Virginia                                             | 52                                                           | SP: 14 maart 2006                                            | SP: 2007                                                     |                                                              |                                                              |
| Lucky Fred                                                   | 52                                                           | NL: 30 januari 2012                                          | NL: heden                                                    |                                                              |                                                              |
| Max Adventures                                               | -                                                            | NL: 2012                                                     | NL: heden                                                    |                                                              |                                                              |
| Monster Allergy                                              | 53                                                           | VS: 16 september 2006                                        | VS: 18 augustus 2009                                         |                                                              |                                                              |
| Monsters vs Aliens                                           | 26                                                           | VS: 23 maart 2013 NL: 11 november 2013                       | VS: 8 februari 2014                                          | Alleen nog te zien op NickToons.                             |                                                              |
| Montana Jones                                                | 52                                                           | VS: 2 april 1994                                             | VS: 08 april 1995                                            |                                                              |                                                              |
| Mr. Bean                                                     | 26                                                           | UK: 23 januari 2002 NL: 2010                                 | UK: 30 mei 2003                                              |                                                              |                                                              |
| My Dad the Rock Star                                         | 26                                                           | VS: februari 2004                                            | VS: maart 2004                                               |                                                              |                                                              |
| My Life as a Teenage Robot                                   | 40                                                           | VS: 1 augustus 2003                                          | VS: 17 februari 2007                                         | Alleen nog te zien op NickToons.                             |                                                              |
| Pinky and the Brain                                          | 65                                                           | VS: 9 september 1995 NL: 25 mei 2009                         | VS: 14 november 1998                                         |                                                              |                                                              |
| PopPixie                                                     | 52                                                           | NL : juni 2011                                               |                                                              |                                                              |                                                              |
| Potatoes and Dragons                                         | 39                                                           | VS: 19 september 2004                                        | VS: 2006                                                     |                                                              |                                                              |
| Ratjetoe (Rugrats)                                           | 172                                                          | VS: 11 augustus 1991                                         | VS: 8 juni 2004                                              |                                                              |                                                              |
| Ricky Sprocket                                               | 25                                                           | VS: 1 september 2007                                         | VS: 4 mei 2009                                               |                                                              |                                                              |
| Rien's Planeet                                               | 26                                                           | VS: 2 oktober 2010 NL : 28 februari 2011                     | VS: 15 februari 2013                                         |                                                              |                                                              |
| Rocket Power                                                 | 64                                                           | VS: 16 augustus 1999                                         | VS: 30 juli 2004                                             |                                                              |                                                              |
| Rocko's Modern Life                                          | 52                                                           | VS: 18 september 1993                                        | VS: 24 november 1996                                         |                                                              |                                                              |
| Sabrina, the Animated Series                                 | 65                                                           | VS: 11 september 1999                                        | VS: 27 februari 2000                                         |                                                              |                                                              |
| Sabrina's Secret Life                                        | 26                                                           | VS: 10 november 2003                                         | VS: 3 februari 2004                                          |                                                              |                                                              |
| Skyland                                                      | 26                                                           | VS: 22 april 2006                                            | VS: 29 februari 2008                                         |                                                              |                                                              |
| Speed Racer                                                  | 52                                                           | VS: 9 januari 1997 NL: 9 november 2009                       | VS: 10 september 1997                                        |                                                              |                                                              |
| Supernormal                                                  | 39                                                           | VS: 1 september 2007                                         | VS: 30 december 2007                                         |                                                              |                                                              |
| Tak en de kracht van Juju                                    | 26                                                           | VS: 31 augustus 2007                                         | VS: 29 november 2008                                         | Alleen nog te zien op NickToons.                             |                                                              |
| The Mighty B!                                                | 40                                                           | VS: 26 april 2008 NL: 08 november 2008                       | VS: 18 juni 2011                                             | Alleen nog te zien op NickToons.                             |                                                              |
| The Wild Thornberrys                                         | 91                                                           | VS: 1 september 1998                                         | VS: 11 juni 2004                                             |                                                              |                                                              |
| The X's                                                      | 20                                                           | VS: 25 november 2005                                         | VS: 25 november 2006                                         | Alleen nog te zien op NickToons.                             |                                                              |
| Transformers: Prime                                          | 26                                                           | VS: 29 november 2010 NL:3 september 2011                     | VS: heden                                                    |                                                              |                                                              |
| Trollz                                                       | 27                                                           | VS: 3 oktober 2005                                           | VS: 8 november 2005                                          |                                                              |                                                              |
| Verknipt                                                     | n.v.t.                                                       | VS: 19 september 2009 NL: 15 augustus 2009                   | VS: heden                                                    |                                                              |                                                              |
| Viva Piñata                                                  | 52                                                           | VS: 26 augustus 2006                                         | VS: 19 januari 2009                                          |                                                              |                                                              |
| Wayside                                                      | 26                                                           | VS: 22 augustus 2007                                         | VS: 17 september 2008                                        |                                                              |                                                              |
| Yakkity Yak                                                  | 26                                                           | VS: 9 november 2003                                          | VS: 11 december 2003                                         |                                                              |                                                              |
| Genie in the House                                           | 43                                                           |                                                              |                                                              |                                                              |                                                              |

## Lijst van lokale producties die werden uitgezonden op Nickelodeon
Opmerking: Alle lokale producties zijn Nederlands van origine.
| Bad Candy was here                                 |              | NL: 2005                                         | NL: 2005             | |
| Bassie en Adriaan                                  | 144          | NL: 10 januari 1978                              | NL: 1995             | In België zijn veel afleveringen niet vertoond door uitzendstop om 18:00. Nu te zien bij RTL Telekids en Pebble TV |
| Bij Sinterklaas                                    | 25           | NL: 1 november 2006                              | NL: 5 december 2006  | Serie is slechts 1 keer vertoond geweest.                                                                          |
| Cheese                                             |              | NL: 13 augustus 2012                             | NL: juni 2013        | |
| Cool Factor                                        |              | NL: 27 augustus 2010 NL: TBA                     |                      | Keert binnenkort terug op Nickelodeon, aanmeldingen gezocht op de website                                          |
| Dancehall                                          |              | NL: 2005/2006                                    | NL: 2008             | Laatst vertoonde periode: zomer 2008.                                                                              |
| Gefopt!                                            |              | NL: zomer 2008                                   | NL: november 2008    | |
| Het Huis Anubis                                    | 404          | NL: 26 september 2006                            | NL: 4 december 2009  | Gemaakt door Studio 100. Word vanaf 8 januari 2018 herhaald                                                        |
| Het Huis Anubis en de Vijf van het Magische Zwaard | 115          | NL: 17 maart 2010                                | NL: 3 juni 2011      | Studio 100 productie.                                                                                              |
| HiHi met SiSi                                      |              | NL: 2008                                         |                      | |
| Maatjes                                            | 10           | NL: 23 oktober 2004                              | NL: 25 december 2004 | Is maar 1 maal vertoond. Is een van de weinige lokaal geproduceerde tekenfilms.                                    |
| Naranjina                                          | 26           | NL: 8 oktober 2011                               | NL: 8 april 2012     | Nu te zien bij RTLTelekids op RTL 8                                                                                |
| Nick At                                            |              | NL: 2004                                         | NL: najaar 2006      | Het programma noemde eerst At Nick & later Nick At. De opvolger van At Nick is Supernick.                          |
| Nick at goes WK                                    |              | NL: WK Voetbal 2006                              | NL: WK Voetbal 2006  | |
| Nick Jump                                          |              | NL: 2007                                         | NL: 2007             | Was voornamelijk op televisie wegens Ontbijt Piet                                                                  |
| Nickelodeon Filmbreak                              | Ongeveer 130 | NL: 24 februari 2008                             | NL: heden            | |
| Nickelodeon Filmzomer                              | Ongeveer 140 | NL: 29 juni 2008                                 | NL: 2011             | Jaarlijkse zomeractie, waarbij jaarlijks ongeveer 70 films worden uitgezonden.                                     |
| Nickelodeon Kids' Choice Awards NL                 | 3            | NL: 2004                                         | NL: 2007             | Sinds 2011 wordt de Amerikaanse versie uitgezonden.                                                                |
| Ontbijt Piet                                       | 28           | NL: 19 november 2007                             | NL: 5 december 2008  | |
| Pardoes                                            | 13           | NL: 12 december 2011 NL: 19 juli 2012            | NL: 2012             | |
| Puppy Patrol                                       |              | NL: 2008                                         |                      | |
| Shake it                                           |              | NL: 2011                                         |                      | |
| Slot Marsepeinstein                                |              | NL: 2 november 2009                              | NL: heden            | Jaarlijkse sinterklaas-serie. Gemaakt door Studio100.                                                              |
| Spetter                                            | 27           | NL: 14 juni 2006                                 | NL: 2007             | Seizoen 2 was te zien op Jetix.                                                                                    |
| Sportlets                                          |              | NL: 2007                                         | NL: 2007             | |
| Supernick                                          |              | NL: 07 maart 2007                                | NL: 18 juni 2011     | Ochtendshow op zaterdagen                                                                                          |
| Superster The Battle                               |              | NL: 08 oktober 2007                              | NL: 16 november 2007 | |
| Superster The Family Battle                        |              | NL: 3 november 2008                              | NL: 22 december 2008 | |
| De klas uit!                                       |              | NL: 2010                                         | NL: 2011             | |
| Team Planet                                        |              | NL: 2011                                         |                      | |
| Under The Ground                                   |              | NL: 2005                                         | NL: 2006             | |
| Villa Neuzenrode                                   |              | NL: 2006                                         | NL: 2006             | |
| De Ballen                                          | 20           | NL: 23 januari 2009                              |                      | |
| Nick's Flix                                        | Ongeveer 110 | VS: 24 februari 2008                             |                      | |
| ZOOP                                               | 326          | NL: 2004 NL: 2 september 2013                    | NL: 2006 NL: 2014    | Alle afleveringen werden herhaald, nieuwe intro en logo.                                                           |
| Spotlight                                          |              | NL/BE: 25 mei 2015                               |                      | Vanaf 25 mei elke schooldag om 19:30                                                                               |
| De Ludwigs                                         |              | NL/BE: april 2016 Wereldwijde versie: lente 2017 |                      | |

## Lijst van andere programma's uitgezonden op Nickelodeon
| Bucket & Skinner's Epic Adventures | 18  | VS: 1 juli 2011 NL: 15 oktober 2012     | VS: 8 mei 2013 NL: heden       | Engels. Nederlands      |                                                                                             |
| Fred: The Show                     | 24  | VS: 16 januari 2012 NL: 3 december 2012 | VS: 3 augustus 2012 NL: heden  | Engels. Nederlands      |                                                                                             |
| Journey of Allen Strange           | 58  | VS: 08 november 1997                    | VS: 23 april 2000              | Engels. NL ondertitels. | Laatste vertoning: 2011.                                                                    |
| Kenan & Kel                        | 61  | VS: 15 juli 1996                        | VS: 1 april 2000               | Engels. NL ondertitels. |                                                                                             |
| Mr. Meaty                          | 61  | VS: 22 september 2006                   | VS: 4 oktober 2007             | Engels. NL ondertitels. |                                                                                             |
| My Parents Are Aliens              | 106 | VS: 08 november 1999                    | VS: 16 december 2006           | Engels. NL ondertitels. | Niet alle afleveringen zijn hier al uitgezonden. Alleen nog te zien op TeenNick.            |
| Naturally, Sadie                   | 63  | VS: 24 juni 2005                        | VS: 14 januari 200             | Engels. NL ondertitels. | Seizoen 2 & 3 zijn hier nog niet uitgezonden.                                               |
| Sabrina, the Teenage Witch         | 163 | VS: 27 september 1996                   | VS: 24 april 2003              | Engels. NL ondertitels. |                                                                                             |
| Saved by the Bell                  | 87  | VS: 20 augustus 1989                    | VS: 22 mei 1993                | Engels. NL ondertitels. | Was na een petitie teruggekeerd (eind 2010) op Nickelodeon. Alleen nog te zien op TeenNick. |
| Summer in Transsylvanië            | 20  | UK: 25 oktober 2010 NL: 9 januari 2012  | UK: heden NL: heden            | Engels. Nederlands      | Alleen nog te zien op TeenNick.                                                             |
| Supah Ninjas                       | 26  | VS: 17 januari 2011 NL: 15 oktober 2011 | VS: heden NL: heden            | Engels. Nederlands      |                                                                                             |
| Sweet Valley High                  | 88  | VS: 5 september 1994                    | VS: 14 oktober 1997            | Engels. NL ondertitels. |                                                                                             |
| The Amanda Show                    | 39  | VS: 6 november 1999                     | VS: 14 september 2002          | Engels. NL ondertitels. |                                                                                             |
| The Naked Brothers Band            | 39  | VS: 3 februari 2007                     | VS: heden                      | Engels. NL ondertitels. | Alleen nog te zien op TeenNick.                                                             |
| The Saddle Club                    | 78  | VS: 6 februari 2001                     | VS: heden                      | Engels. NL ondertitels. | Wordt uitgezonden door Horse & Country TV.                                                  |
| True Jackson, VP                   | 60  | VS: 8 november 2008 NL: 11 juli 2009    | VS: 20 augustus 2011 NL: heden | Engels. NL ondertitels. | Alleen nog te zien op TeenNick.                                                             |
| Unfabulous                         | 42  | VS: 12 september 2004                   | VS: 16 december 2007           | Engels. NL ondertitels. |                                                                                             |

## Lijst van programma's die op Nickelodeon zullen worden uitgezonden
| Knight Squad                             | 20 | VS: 24 februari 2018 NL: 2018               | VS: 2019 NL: 2019   | Engels. Nederlands |  |
| Star Falls                               | 20 | VS: 2018 NL: 2018                           | VS: 2018 NL: 2018   | Engels. Nederlands |  |
| Rise of the Teenage Mutant Ninja Turtles | 26 | VS: 17 September 2018 NL: 23 September 2018 | VS: heden NL: heden | Engels. Nederlands |  |

## Trivia
- Enkele programma's zijn alleen te zien in een bepaald seizoen. Bijvoorbeeld Ontbijt Piet! werd uitgezonden omstreeks november en begin december.